# Noeltoko
Noeltoko is een bestuurslaag in het regentschap Timor Tengah Utara van de provincie Oost-Nusa Tenggara, Indonesië. Noeltoko telt 598 inwoners (volkstelling 2010).